# Клейн, Дэвид
Дэвид Клейн (англ. Davе Klein, также известен как Клайн или Кляйн, родился в декабре 1972 года) — американский кинооператор, продюсер и актёр. Наиболее известен по работе с кинорежиссёром Кевином Смитом в качестве оператора, а в некоторых случаях и актёром. Женат на актрисе Марни Шелтон.

## Фильмография

### Оператор
- 1994 — «Клерки» («Clerls»)
- 1995 — «Лоботрясы» («Mallrats»)
- 1997 — «В погоне за Эми» («Chasing Amy»)
- 2000 — «Вульгарный» («Vulgar»)
- 2005 — «Обезьяна» («The Ape»)
- 2005 — «Золото дурака» («Fool’s Gold»)
- 2006 — «Клерки 2» («Clerks II»)
- 2007 — «Только по договорённости» («By Appointment Only»)
- 2007 — «Счастливчик Макс» («Good Time Max»)
- 2008 — «Зак и Мири снимают порно» («Zack and Miri make a Porno»)
- 2010 — «Двойной КОПец» («Cop Out»)
- 2011 — «Красный штат» («Red State»)
- 2011 — «Лапочка 2: Город танца» («Honey 2»)
- 2012 — «История Люка» («The Story of Luke»)
- 2019 — «Дедвуд» («Deadwood: The Movie»)

### Продюсер
- 2005 — «Золото дурака» («Fool’s Gold»)

### Актёр
- 1994 — «Клерки» («Clerks») — несколько эпизодических ролей, не указан в титрах
- 1995 — «Лоботрясы» («Mallrats») — не указан в титрах
- 2000 — «Вульгарный» («Vulgar») — не указан в титрах